# Coshocton, Ohio
Coshocton là một thành phố thuộc quận Coshocton, tiểu bang Ohio, Hoa Kỳ. Năm 2010, dân số của thành phố này là 11216 người.

## Dân số
- Dân số năm 2000: 11682 người.
- Dân số năm 2010: 11216 người.